# Resolução 101 do Conselho de Segurança das Nações Unidas
Resolução 101 do Conselho de Segurança das Nações Unidas, foi aprovada em 24 de novembro de 1953, notando os relatórios da Organização de Supervisão de Trégua das Nações Unidas na Palestina, o Conselho considerou que a ação de retaliação tomada pelas forças israelenses em Qibya em 14-15 de outubro e toda essa ação constitui uma violação às disposições de cessar-fogo das Nações Unidas na resolução 54 do Conselho de Segurança e são inconsistentes com as obrigações das partes no âmbito do Acordo de Armistício entre Israel e a Jordânia, bem como a Carta das Nações Unidas. O Conselho se manifestou o mais forte possível a censura desta ação e tomou nota das provas substanciais dos cruzamentos da linha de demarcação por pessoas não autorizadas. O Conselho apelou então aos governos de Israel e da Jordânia de cooperar um com o outro e solicitou que o Chefe do Estado Maior no relatório da Organização de Supervisão de Trégua das Nações Unidas na Palestina em dentro de três meses, com recomendações.
Foi aprovada com 9 votos, e duas abstenções do Líbano e a União Soviética.